# Miloš Meier

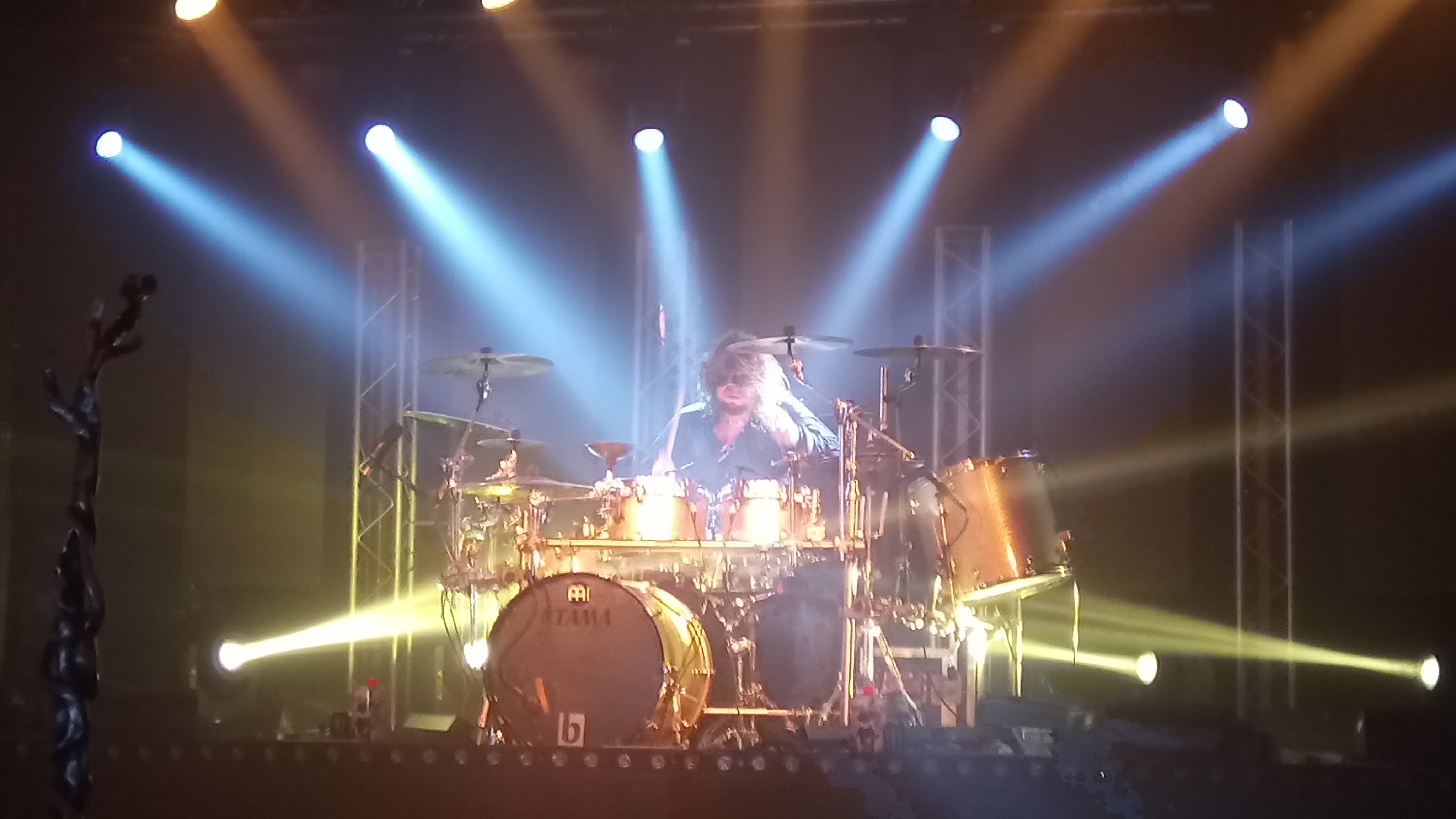
Miloš Meier při koncertu s Dymytry

Miloš Meier (* 17. června 1984 Jihlava) je český bubeník.
V anketě posluchačů radia Beat a čtenářů časopisu Rock & Pop byl vybrán do české superskupiny spolu s Michalem Pavlíčkem, Kamilem Střihavkou, Vladimírem Kulhánkem, Romanem Dragounem a Janem Hrubým.

## Biografie
Jeho bubenická kariéra začala v dechovkové kapele jeho otce při hudební škole v Hronově a současně hrál i v několika místních rockových a metalových kapelách.
V 15 letech pak odešel studovat na Státní konzervatoř do Prahy a již při studiu prošel mnoha kapelami různých hudebních žánrů např. Judas Priest Revival, Deklarace X, Mayday, Tortharry, Jesus Om, jazzové Red Sox Trio, Bon Jovi Revival, Petr Poláček & Iluze, hrál i v kapele první české Superstar Anety Langerové.
V 19 letech vyhrál konkurz do znovuobnovených B.S.P., se kterými odehrál několik turné a v roce 2006 s nimi natočil DVD z posledního koncertu B.S.P. Live in Retro Music Hall.
S jednotlivými členy kapely stále spolupracuje, např. hrál s kapelou Kamila Střihavky Leaders! a s Michal Pavlíček Trio a s kapelou Stroy.
V současnosti je členem metalové kapely Dymytry, hraje v seskupení kolem Václava Noida Bárty 'Noid', a také v kapele Eleison. Kromě toho hostuje i na různých hudebních projektech.
V roce 2010 hrál na bubenickém festivalu Drummersday v Nizozemsku, kde vystoupil po boku předních nizozemských a belgických bubeníků. V roce 2011 pak také na jednom z největších bubenických festivalů na světě, na La Rioja Drumming Festival 2011 ve Španělsku.
2. a 3. června 2017 vystoupil na Seoul Drum Festivalu v jihokorejském Soulu, kde sklidil velký úspěch.
Pořádá bubenické workshopy Drumming Syndrome.
Od srpna 2018 vystupoval také s kytaristou Gusem G. Poprvé spolu vystoupili na festivalu Rock Heart v Moravském Krumlově a na podzim 2018 spolu absolvovali turné po Evropě.
V roce 2023 začal hrát také v kapele Mean Messiah. S kapelou nahrál album In Infinite Illusion. V roce 2024 ho v kapele vystřídal jeho bratr Matěj Meier.

## Diskografie

### Dymytry
- Neser! (2010)
- Neonarcis (2012)
- Homodlak (2014)
- Z Pekla (2015)
- Agronaut (2016)
- Sedmero krkavců (2017)
- United We Stand (2017)
- Reser (2017)
- S nadějí (2018, singl)
- Revolter (2019)
- Černí andělé (2020, metal cover)

### Ostatní
- Tortharry – White (2003)
- Petr Poláček & Iluze (2006)
- Michal Pavlíček Beatová síň slávy (CD, DVD, 8.6. 2006)
- B.S.P. – Live in Retro Music Hall – (DVD, 2006)
- Gazely – Gazely (CD, 2006)
- Viktoria – Velvet (CD, 2008)
- Kamil Střihavka & Leaders! – 365 (CD, 2008)
- Michal Pavlíček – muzikál Dáma s Kaméliemi (2008)
- Michal Pavlíček – Srdeční záležitosti (3 CD, 2010)
- Noid – Rány (CD, 2012)
- Stroy – Adam Reborn (2014)
- Stroy – Like It Or Not! (EP, 2015)

### Drumming Syndrome
- Drumming Syndrome – Drum Show (DVD, 2012)
- 10th Anniversary Compilation - (USB, 2022)